# Aplidium griseum
Aplidium griseum är en sjöpungsart som beskrevs av Fernando Lahille 1890. Aplidium griseum ingår i släktet Aplidium och familjen klumpsjöpungar. Inga underarter finns listade i Catalogue of Life.